# IAI Lavi
IAI Lavi (hebrejsko: לביא, "Mladi lev") je bil predlagani enomotorni nadzvočni lovec četrte generacije, ki ga je razvijal Israel Aircraft Industries (IAI) v 1980ih. Program je bil politično problematičen zaradi visokih stroškov razvoja in ker bi konkuriral ameriškim lovcem na mednarodnem trgu. Zato so kasneje program preklicali. Zgradili so tri prototipe, dva sta ohranjena. 
Lavi je po izgledu in konfiguracji podoben ameriškemu F-16. 

## Specifikacije (Lavi)
Podatki iz Wilson
Splošne karakteristike
- Posadka: 1
- Dolžina: 14,57 m (47 ft 10 in)
- Razpon kril: 8,78 m (28 ft 10 in)
- Višina: 4,78 m (15 ft 8 in)
- Površina kril: 33,0 m² (355 ft²)
- Teža praznega letala: 7031 kg (15500 lb)
- Naložena teža: 9991 kg (22025 lb)
- Maks. vzletna teža: 19277 kg (42500 lb)
- Pogon letala: 1 × Pratt & Whitney PW1120 turbofan z dodatnim zgorevanjem, 91,5 kN (20600 lbf)

 Zmogljivost 
- Maks. hitrost: 1965 km/h / Mach 1,6 (1220 mph)
- Doseg: 3700 km (2300 milj)
- Višina leta: 15240 m (50000 ft)
- Hitrost vzpenjanja: 254 m/s (50000 ft/min)
- Obremenitev kril: 303,2 kg/m² (62,0 lb/ft²)
- Razmerje potisk/teža: 0,94

Oborožitev

- 1 × 30 mm DEFA top
- Do 7260 kg bombnega tovora